# Humán 14-es kromoszóma
- A 14-es kromoszóma egy a 24-féle humán kromoszóma közül. Egyike a 22 autoszómának.

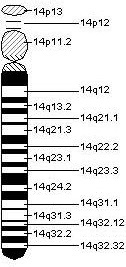
A 14-es kromoszóma

## A 14-es kromoszóma jellegzetességei
- Bázispárok száma: 106 368 585
- Gének száma: 733
- Ismert funkciójú gének száma: 646
- Pszeudogének száma: 260
- SNP-k (single nucleotide polymorphism = egyszerű nukleotid polimorfizmus) száma: 268 509

## A 14-es kromoszómához kapcsolódó betegségek
Az O.M.I.M rövidítés az Online Mendelian Inheritance in Man, azaz Mendeli öröklődés emberben adatbázis oldalt jelöli, ahol további információ található az adott betegségről, génről.

| Patológia               | Öröklődés | O.M.I.M | Lokusz | Gén | A gén által kódolt fehérje |
| ----------------------- | --------- | ------- | ------ | --- | -------------------------- |
| Fahr-szindróma          | Domináns  | 213600  |        |     |                            |
| Surdité non syndromique | Domináns  |         |        |     |                            |
|                         |           |         |        |     |                            |
|                         |           |         |        |     |                            |
|                         |           |         |        |     |                            |
|                         |           |         |        |     |                            |

## Lásd még
- Kromoszóma
- Genetikai betegség
- Genetikai betegségek listája